# Хайнрих фон Даун
Хайнрих фон Даун, също Хайнрих де Дуно (на немски: Heinrich III von Daun; Heinrich de Duno; * пр. 1297; † 8 юни 1319) е епископ на Вормското епископство в Германия от 1318 до 1319 г.

## Живот
Произхожда от аристократично семейство Даун от линията Даун-Оберщайн, дало още двама епископи на града. Той е син на Вирих II фон Даун († 1299) и съпругата му Кунигунд рауграфиня цу Нойенбаумберг († 1307), дъщеря на рауграф Хайнрих I фон Нойенбаумбург († 1261) и Агнес фон Саарбрюкен († сл. 1261), дъщеря на граф Симон II фон Саарбрюкен. Майка му е сестра на Емих I, епископ на Вормс (1294 – 1299).
Хайнрих фон Даун става 1294 г. първият пробст на чичо си Емих I в „Св. Паул“ във Вормс. Той е катедрален приор в „Св. Паул“ (1297 – 1298), архидякон във Вормс (1298). Той е тесен довереник на чичо си Емих I и участва с него 1298 г. при основаването на манастир Liebfrauenstift във Вормс и става първият му пробст.
На 31 март 31 март 1318 г. Хайнрих фон Даун е избран единодушно за епископ на Вормс. Поради скорошната си смърт изпълнява длъжността доста кратко. В историята на града остава с потвърждаването на правата на жителите на Вормс.
Погребан е в източната част на вормската катедрала при олтара на римския папа св. Мартин I.